# História econômica das Filipinas (1965–1986)

Desenvolvimento real do PIB per capita das Filipinas, entre 1965 a 1986

O período de 21 anos da história econômica das Filipinas no regime de Ferdinand Marcos – desde sua eleição, em 1965, até sua deposição pela Revolução do Poder Popular, em 1986 – foi um período de significativas baixas econômicas.
O período inicial do governo de Ferdinand Marcos manteve a taxa de crescimento em ascensão que caracterizou os governos anteriores durante a Terceira República das Filipinas, chegando a quase 9% em 1973 e 1976. No entanto, nos últimos anos de Marcos no poder, ocorreu a pior recessão na história das Filipinas, com a economia contraindo 7,3% em 1984 e 1985.
A dramática ascensão e queda da economia filipina durante este período é atribuída à forte dependência de empréstimos estrangeiros pelo governo de Marcos. Sua política de estabelecer monopólios sob o domínio dos seus compadres resultou em significativa desigualdade de renda, corrupção de funcionários do governo e fuga de capitais historicamente atribuída à corrupção da família Marcos.

## Antecedentes: economia das Filipinas antes de 1965

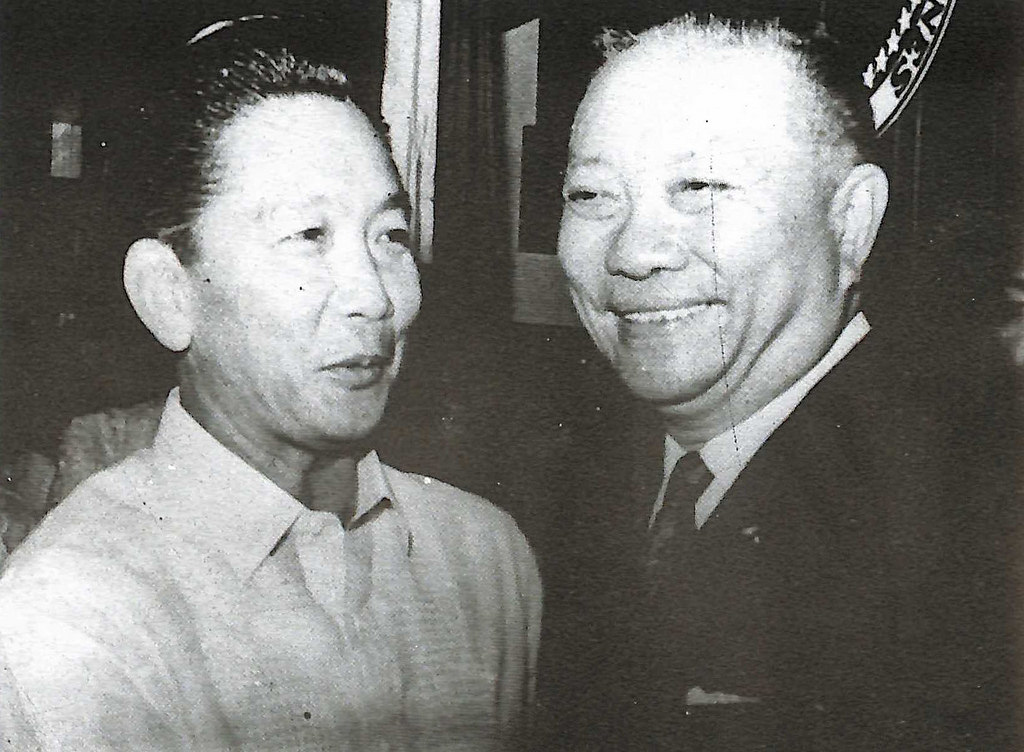
Ferdinand Marcos com Fernando Lopez, a quem mais tarde elegeu como vice-presidente durante sua primeira campanha presidencial.

Antes de Marcos se tornar presidente em 1965, Diosdado Macapagal havia encerrado seu mandato com as Filipinas já sendo a 7ª maior economia da Ásia na classificação por PIB e a 30ª maior economia quando classificada por PIB mundial.
Durante a década de 1960 até a declaração da Lei Marcial, a economia filipina era principalmente agrícola com 60% da força de trabalho empregada em 1957 e 1964. Seguindo uma estratégia econômica de industrialização por substituição de importações, a economia filipina antes de Marcos era caracterizada pelo crescimento da produção industrial nos setores têxteis, de vestuário, metalurgia, máquinas e derivados de petróleo.
Novas variedades de culturas de alto rendimento, novas técnicas de irrigação e mecanização trouxeram crescimento ao setor agrícola. A colaboração internacional para novas tecnologias agrícolas foi buscada, principalmente com o Instituto Internacional de Pesquisa do Arroz, fundado em 1960 sob a administração de Carlos P. Garcia.
Muitos setores da economia eram controlados pela elite tradicional, que se tornara poderosa durante as ocupações espanholas e americanas das Filipinas e, desde então, se tornaram importantes atores da política filipina.(p123)
Dentro desse clima sociopolítico, Ferdinand Marcos, descendente de um clã político do norte de Luzon, foi capaz de se vender como um forasteiro,(p124) usando suas refinadas habilidades oratórias para prometer o que um historiador descreveria como "visões deslumbrantes de crescimento rápido, desenvolvimento iminente e alívio da pobreza".
Ao escolher Fernando Lopez como seu companheiro de chapa, ganhando o apoio inicial do bloco eleitoral Igreja de Cristo e aproveitando o valor propagandístico de sua esposa Imelda - que encantou as províncias ricas em votos de sua terra natal, Visayas -, Marcos ganhou a eleição presidencial filipina de 1965 contra o titular Diosdado Macapagal e o desafiante independente Raul Manglapus.(p126)

## Estratégias econômicas durante o primeiro mandato de Marcos (1965-1969)
Marcos tinha construído sua campanha com a promessa de que seu governo mudaria a face da economia e do governo filipino. Marcos herdou uma economia que crescia em ritmo constante, mas conseguiu dar a impressão de resultados ainda mais rápidos ao recorrer a empréstimos externos para financiar seus projetos. Ele também atraiu uma nova geração de gerentes econômicos para trabalhar sob sua administração. Esses logo ficaram conhecidos como os "tecnocratas" de Marcos.(p123) Com esses tecnocratas do setor público, Marcos buscou também remodelar o setor privado, aproveitando a economia então altamente regulamentada para favorecer um seleto grupo de empresários e industriais que lhe eram leais. Isso marcou o início do que mais tarde seria chamado de "capitalismo de compadres", e mais tarde seria considerado como a substituição de um grupo de elites por outro. Mas os ganhos de curto prazo de suas políticas alimentadas por empréstimos mantiveram Marcos popular entre o público durante a maior parte de seu primeiro mandato. Essa popularidade durou até o final de sua campanha de reeleição, onde gastos excessivos de campanha levaram a uma crise no balanço de pagamentos quando o país transitava para a década de 1970.

### Acumulação de controle econômico
Ao assumir a presidência em 1965, Marcos imediatamente embarcou em um conjunto de manobras políticas destinadas a minar o poder econômico e a influência política da elite tradicional das Filipinas e substituí-las por indivíduos leais a ele.(p123)
Com nomeações estratégicas e o uso sistemático do que mais tarde seria chamado de "empréstimos por encomenda", ele elevou a influência de um seleto grupo de industriais e empresários(p127) como Roberto Benedicto, que foi encarregado do Banco Nacional das Filipinas, e Rodolfo Cuenca, cuja Empresa de Construção de Cuenca foi expandida para o que se tornou a Corporação de Construção e Desenvolvimento das Filipinas em 1966.(p171) Esses foram os primeiros do grupo que mais tarde seria chamado de "companheiros" de Marcos.
Em um esforço para minar o poder dos senhores feudais locais, Marcos nomeou o jovem tecnocrata Ernesto Maceda para o recém-criado Braço Presidencial de Desenvolvimento Comunitário, que conduziria projetos de desenvolvimento diretamente nos bairros filipinos, ao invés de passar por políticos locais.(p126)
Algumas das nomeações iniciais mais importantes de Marcos lhe renderam elogios, no entanto por trazer uma "nova geração" de gestores econômicos. As promessas de campanha de Marcos se mostraram muito atraentes para uma nova geração de "tecnocratas" - especialistas altamente treinados e gestores econômicos. Entre esses "tecnocratas" estavam Vicente Paterno, Rafael Salas, Alejandro Melchor, Onofre D. Corpuz, Cesar Virata e Gerardo Sicat, que se tornou o núcleo intelectual do gabinete de Marcos.(p124)

### Lei Fiscal Omnibus de 1969
Uma grande conquista econômica do primeiro governo Marcos surgiu da inclusão da reforma tributária em sua pauta legislativa. Como os senhorios dominavam o legislativo, não havia novas iniciativas tributárias desde a metade do mandato de Carlos P. Garcia, em 1959. A administração de Macapagal não teve nenhuma nova lei tributária aprovada. Como resultado, no final da década de 1960, de 70 a 75% das receitas tributárias do país eram provenientes exclusivamente de impostos indiretos.(127–128)
Esse sucesso ocorreu no final do primeiro mandato de Marcos, no entanto, e mesmo assim as novas receitas que trouxe foram insuficientes para os planos de gastos do governo de Marcos, que foram fundamentais para sua campanha de reeleição.(p128) Como resultado, o governo Marcos dependeu fortemente de ajuda externa durante seu primeiro mandato, com o número de projetos aumentando à medida que se aproximava do final de seu primeiro mandato, em 1969.

### Gastos deficitários e empréstimos externos no primeiro mandato presidencial de Marcos
Em uma tentativa de se tornar o primeiro presidente filipino a ser eleito para um segundo mandato, Marcos iniciou um programa de rápida modernização para apoiar seu tema de campanha de 1969, "desempenho".(p128) O déficit de gastos do governo no primeiro mandato de 1965 a 1969 foi 70% superior ao do governo Macapagal de 1961 a 1965. Para isso, Marcos se baseou fortemente em empréstimos externos, e os economistas mais tarde apontariam o período de política fiscal de 1966 a 1970 como a raiz dos problemas que a economia filipina teria no final dos anos 1970, 1980 e além.
Marcos quantificou sua promessa de "desempenho" como "arroz, estradas e prédios escolares", e usou empréstimos para cumprir essas promessas.(p128) Os empréstimos financiaram principalmente a construção de 1.201 km de novas estradas asfaltadas onde a administração de Macapagal, mais conservadora em termos fiscais, só conseguiu construir 70; 2.124km de estradas de cascalho foram construídas onde o governo de Macapagal havia conseguido apenas 118; e 15.831 metros lineares de pontes onde Macapagal havia construído apenas 651. Esses gastos com empréstimos também permitiram a Marcos construir 38.705 prédios escolares permanentes e 58.745 prédios pré-fabricados em seus primeiros três anos, enquanto a administração de Macapagal só conseguiu construir 400 salas de aula em seus quatro anos.
Marcos teve a sorte de se beneficiar dos investimentos de seus antecessores na área de produção de arroz. O Instituto Internacional de Pesquisas do Arroz havia sido concebido na gestão de Garcia e, durante a gestão de Macapagal, começaram os trabalhos de desenvolvimento de uma nova variedade de arroz, o IR8. Esta variedade de maior rendimento foi introduzida durante o mandato de Marcos como "o arroz milagroso" e produziu um boom de produção de arroz tão grande que as Filipinas conseguiram exportar US$ 5,9 milhões do produto em 1968.(p128)

### Complexo de edifícios
O primeiro mandato de Marcos também usou projetos de construção com financiamento público como propaganda política e eleitoral. Normalmente atribuídos à primeira-dama Imelda Marcos, esses projetos grandiosamente desenhados acabaram sendo chamados de parte de seu "complexo de edifícios ".

## A campanha de reeleição de 1969 e a crise do balanço de pagamentos

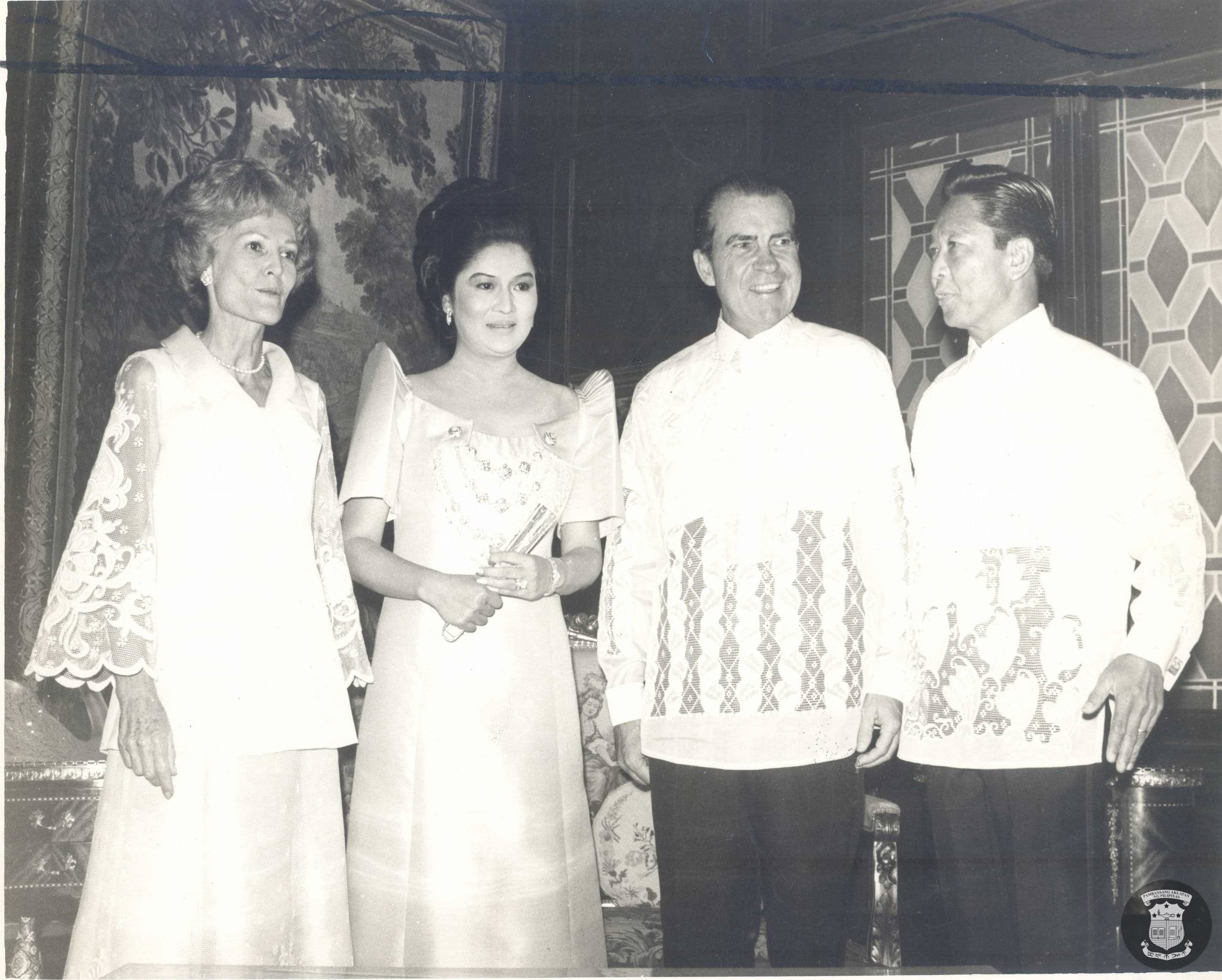
O presidente Ferdinand Marcos com sua esposa Imelda, durante uma visita do presidente americano Richard Nixon e sua esposa Pat em 1969, antes do final do primeiro mandato de Marcos.

A economia filipina sob Ferdinand Marcos enfrentou sua primeira grande crise econômica por causa de um aumento nos gastos do governo financiados por empréstimos até a campanha de reeleição de Ferdinand Marcos em 1969.
Apoiando-se ainda mais em fundos de ajuda externa para garantir sua reeleição para um segundo mandato, Marcos investiu US$ 50 milhões em projetos de infraestrutura em 1969 para dar uma impressão de progresso ao eleitorado.
Essa onda de gastos de campanha foi tão grande que causou uma crise no balanço de pagamentos. Então o governo foi obrigado a buscar um plano de reescalonamento da dívida com o Fundo Monetário Internacional. O plano de estabilização exigido pelo FMI que acompanhou o acordo incluiu inúmeras intervenções macroeconômicas, incluindo uma mudança da estratégia econômica histórica das Filipinas de industrialização por substituição de importações para uma industrialização orientada para a exportação; e a permissão da flutuação e desvalorização do peso filipino. O efeito inflacionário que essas intervenções tiveram na economia local levou à agitação social que foi a motivação para a proclamação da lei marcial em 1972.

## Estratégias econômicas durante o segundo mandato de Marcos (1969-1972)
O segundo mandato da presidência de Ferdinand Marcos começou em 1969. O impacto social da crise do balanço de pagamentos de 1969-1970 rapidamente levou à agitação social – tanto que Marcos passou de uma vitória esmagadora nas eleições em novembro de 1969 e passou a se esquivar de efígies de manifestantes apenas dois meses depois, em janeiro de 1970.
Apesar da crise, o governo manteve sua estratégia de utilizar empréstimos externos para financiar os projetos de industrialização, incentivados pelas baixas taxas de juros no mercado internacional de capitais. A dívida externa filipina era de US$ 4,1 bilhões em 1975, mas dobrou para US$ 8,2 bilhões em apenas dois anos.

### Inquietação social
O impacto social da crise do balanço de pagamentos de 1969-1970 foi rápido, assim como seu efeito na popularidade de Marcos. A eleição foi realizada em 11 de novembro de 1969 e Marcos venceu com folga seu oponente Serging Osmeña. Marcos tomou posse para seu segundo mandato presidencial em 30 de dezembro de 1969, e quando fez seu Quinto Discurso do Estado da Nação (o primeiro de seu segundo mandato) em 26 de janeiro de 1970, ele já estava cercado por protestos multissetoriais que incluíam os "radicais" de esquerda e os "moderados", que eram libertários civis e alguns segmentos do setor religioso.
Marcos culpou cada vez mais o novo Partido Comunista das Filipinas - que havia acabado de nascer no ano anterior, separando-se do moribundo Partido Komunisang Filipinas, e seu braço armado, o Novo Exército Popular (CPP-NPA) - pelas agitações sociais.(p"43") O Conselho de Segurança Nacional das Filipinas, que moldou o envolvimento dos EUA nos assuntos de segurança das Filipinas na época, não consideravam o CPP-NPA uma grande ameaça, mas Marcos continuou a usá-lo como um bicho-papão, lembrando os filipinos das imagens dos encontros sangrentos de Huk na década de 1950, e cortejando o apoio político da administração Johnson à luz da recente entrada dos EUA na Guerra do Vietnã. A mitificação do CPP por Marcos levou ao seu rápido crescimento no início da década de 1970 e Marcos foi ainda mais longe ao usar o CPP como parte de sua motivação para a lei marcial em 1972.

### Gastos alimentados por empréstimos de petrodólares
Embora as Filipinas estivessem enfrentando uma crise econômica do início dos anos 1970, o governo Marcos manteve sua estratégia de construção da infraestrutura e de projetos industriais financiados por empréstimos porque os mercados de capitais internacionais foram então inundados com "petrodólares". Os países produtores de petróleo estavam lucrando tanto que estavam ansiosos para colocar seu dinheiro em países que consideravam "paraísos de investimento".
A dívida externa filipina era de US$ 4,1 bilhões em 1975, mas dobrou para US$ 8,2 bilhões em apenas dois anos. Empréstimos com baixas taxas de juros alimentados pelos petrodólares financiaram os 11 principais projetos industriais que Marcos anunciou em seu Discurso sobre o Estado da Nação de 1970, bem como estradas, pontes, barragens, sistemas de irrigação, infraestrutura de comunicações, usinas de energia e instalações de transmissão elétrica.
Em 1982, a dívida das Filipinas aumentou para US$ 24,4 bilhões.

### Preparação para a lei marcial
A agitação política e econômica do início da década de 1970 continuou ao longo dos três anos e meio do segundo mandato de Marcos, assim como proliferavam rumores de que ele tentaria permanecer no poder além dos dois mandatos permitidos pela Constituição das Filipinas de 1935. Trabalhadores de fábricas e grupos de transporte protestaram contra os baixos salários e práticas trabalhistas injustas. Estudantes, desiludidos com Marcos, juntaram-se aos trabalhadores nas ruas.
A iniciativa de Marcos para criar uma nova Constituição filipina, pressionando pela criação da Convenção Constitucional Filipina de 1971, deu credibilidade à crença de que Marcos queria permanecer no poder, especialmente quando o delegado Eduardo Quintero implicou Imelda Marcos em um esquema de pagamento para delegados que votaram contra as emendas para "bloquear Marcos" que impediriam Marcos de concorrer novamente.
Quando o comício político do Partido Liberal na Plaza Miranda para anunciar sua chapa para a eleição do Senado filipino de 1971 foi bombardeado com granadas, Marcos acusou o Partido Comunista das Filipinas e suspendeu temporariamente o mandado de habeas corpus em uma suposta tentativa de prisão dos assaltantes. Embora o verdadeiro instigador do atentado continue sendo objeto de debate histórico, ele provocou uma série de grandes protestos dos Libertários Civis, liderados pelo senador José Diokno, que duraria até a lei marcial ser proclamada em 1972.
O atentado de Plaza Miranda logo seria seguido por mais 20 nos atentados de 1972 em Manila, que causaram danos materiais significativos, mas apenas quarenta vítimas em um caso. Apenas um agressor foi preso por esses atentados – um especialista em bombas anteriormente ligado à polícia filipina. Marcos continuou a culpar os guerrilheiros comunistas pelos ataques, e eles se tornaram parte da justificativa para a declaração da lei marcial em setembro de 1972.

## A economia filipina sob a lei marcial (1972-1981)

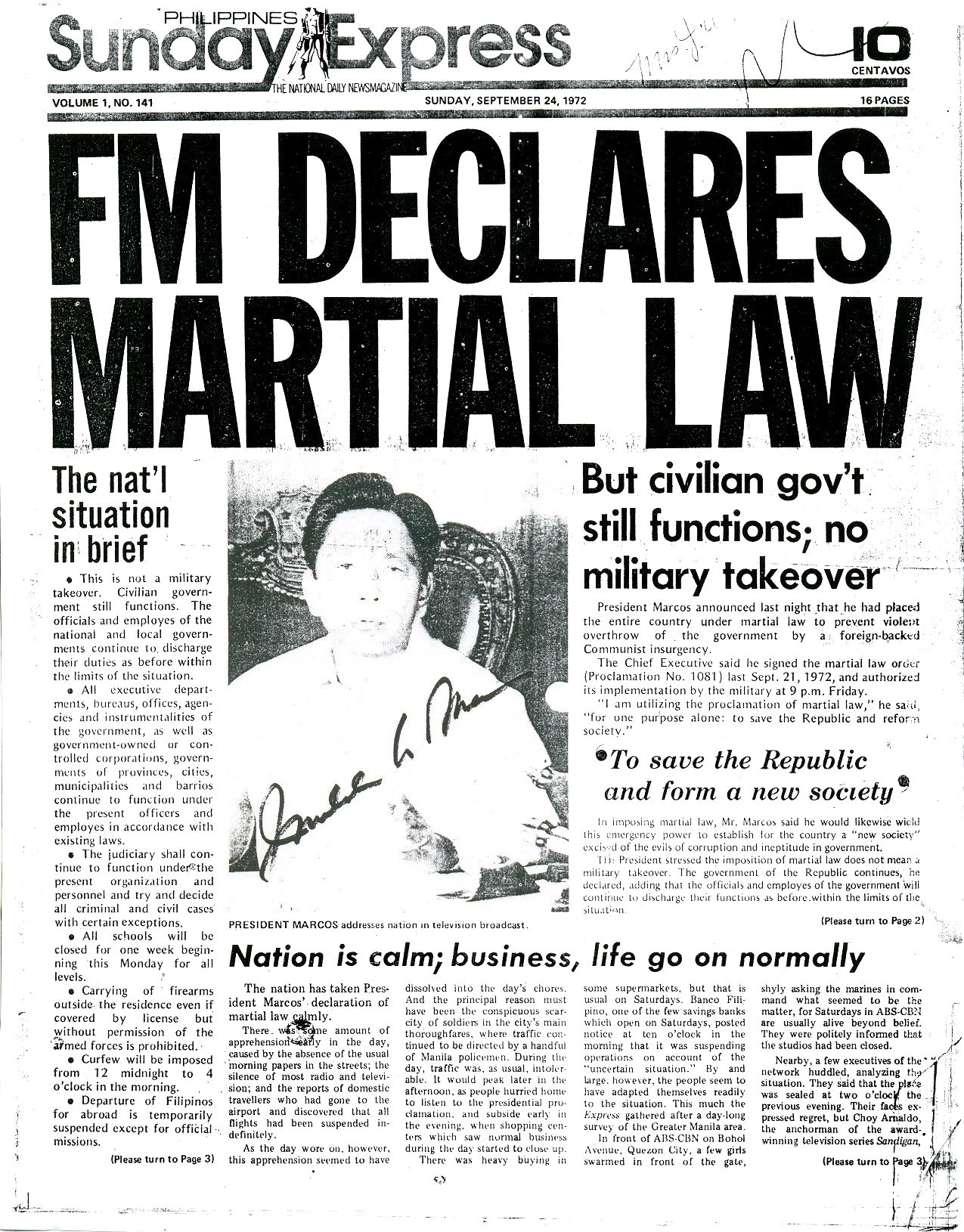
"FM Declara Lei Marcial" - a manchete da edição de domingo, de 24 de setembro de 1972, do jornal Philippines Daily Express - o único jornal autorizado a circular nos primeiros dias após a declaração da Lei Marcial.

Marcos declarou a lei marcial em setembro de 1972 e, como a embalou como uma forma de introduzir estabilidade à luz da agitação social que vinha ocorrendo desde a crise do balanço de pagamentos de 1970, a comunidade empresarial apoiou a medida no início. A economia continuou a crescer devido a um boom internacional na demanda pelas principais commodities de exportação das Filipinas, especialmente açúcar e coco. Esse boom internacional de commodities levou a um crescimento recorde do PIB no país em 1974 e 1976, apesar dos problemas econômicos provocados pela crise do petróleo de 1973. No final da década de 1970, no entanto, o boom internacional das commodities começou a desacelerar, e o excesso de petrodólar que alimentava as baixas taxas de juros levou as instituições financeiras internacionais a começarem a diminuir o crédito, forçando o governo a recorrer a empréstimos de curto prazo com juros mais altos apenas para pagar suas dívidas e importar mercadorias. A dívida das Filipinas subiu para mais de 200% das exportações no período de 1978 a 1991, de modo que mais da metade do valor das exportações do país foi para o serviço da dívida, em vez de importações.
Os gastos de Marcos alimentados pelos empréstimos, que cresceram significativamente nos primeiros anos após a decretação da lei marcial, financiaram projetos que não produziram retornos econômicos. Alguns desses projetos simplesmente ainda não eram necessários na época, enquanto alguns eram projetos de demonstração que não abordavam a necessidade mais urgente de serviços primários básicos. Mas o fracasso da maioria dos projetos da era da lei marcial foi atribuído à incompetência e/ou corrupção dos comparsas de Marcos que foram colocados no controle monopolista sobre eles.
A corrupção contribuiu para a significativa fuga de capitais, e até mesmo a família próxima de Marcos foi acusada de participar do roubo da economia filipina, com algumas estimativas de que sua "riqueza inexplicável" atingia US$ 10 bilhões.
O país foi duramente atingido pela segunda crise global do petróleo da década, em 1979. E quando o Sistema de Reserva Federal dos EUA elevou as taxas de juros no início da década de 1980, a dívida das Filipinas aumentou rapidamente, empurrando a economia filipina para uma queda livre econômica em 1983.

### Alcançando o controle da economia
Às 19h15 do dia 23 de setembro de 1972, Marcos foi à televisão para anunciar que havia proclamado a lei marcial em todas as Filipinas. Os militares começaram a cercar jornalistas, líderes políticos, figuras-chave da oposição e até alguns delegados da convenção constitucional – qualquer um que pudesse representar um desafio ao controle de Marcos sobre o governo e a economia. O então secretário de Defesa, que mais tarde se tornou ministro, Juan Ponce Enrile, responsável pelas prisões, mais tarde contou que eles tiveram que "emascular os líderes" para obter o controle total do país. Embora originalmente a justificasse com base em supostas ameaças ao governo nacional, Marcos logo enquadrou a declaração da Lei Marcial em 1972 como um esforço para criar uma "nova sociedade", prometendo crescimento econômico e tornando-a mais aceitável para a comunidade empresarial e internacional enquanto permitia a Marcos ainda mais controle sobre a economia filipina.
Conforme Dohner e Intal explicam em seu livro, de 1989, sobre a história econômica do Sudeste Asiático:

"Embora as ameaças à segurança, algumas reais e outras falsas, fornecessem a fundamentação para declarar a lei marcial, a justificativa para mantê-la rapidamente tornou-se a promessa de maior crescimento econômico e maior igualdade". (Tradução livre)
A lei marcial permitiu que Marcos assumisse imediatamente o controle de empresas de serviços públicos que estavam em controle privado, como Meralco, PLDT e as três companhias aéreas filipinas então existentes, e entidades de mídia, incluindo 7 estações de televisão, 16 jornais diários nacionais, 11 revistas semanais, 66 jornais comunitários e 292 estações de rádio.

### Expansão do capitalismo de compadres
Como a lei marcial deu a Marcos poderes legislativos e executivos extraordinários, ele eventualmente conseguiu expandir a influência de seus comparsas, que rapidamente estabeleceram monopólios na economia filipina, em uma estratégia de controle econômico que acabaria sendo chamada de "capitalismo de compadres".(p127) Usando decretos presidenciais e cartas de instrução, ele permitiu que Juan Ponce Enrile controlasse a indústria madeireira, Danding Cojuangco controlasse a indústria de cultivo de coco, Roberto Benedicto dominasse a indústria de açúcar, Antonio Florirendo controlasse a indústria de cultivo de banana, e assim por diante.

### Boom global das commodities e crescimento do PIB impulsionado pela dívida
A receita das exportações das Filipinas passou a crescer no início da década de 1970 devido ao aumento da demanda global por matérias-primas, incluindo coco e açúcar, e o aumento dos preços no mercado global dessas commodities coincidiu com a declaração da lei marcial, permitindo que o crescimento do PIB chegasse a quase 9% nos anos imediatamente após a declaração – em 1973 e 1976. Esse "boom das commodities" continuou durante a maior parte da década de 1970, apenas desacelerando no início da década de 1980, quando deixou a economia filipina vulnerável à instabilidade do mercado internacional de capitais.
As exportações de manufaturados tornaram-se uma área de crescimento significativo, crescendo duas vezes a taxa das exportações agrícolas que foram produtos de exportação tradicionais das Filipinas. O governo Marcos continuou sua estratégia de depender de empréstimos internacionais para financiar os projetos que apoiariam a economia em expansão, levando os economistas posteriores a rotular esse período de crescimento "impulsionado pela dívida".

### Industrialização orientada para a exportação e política de trabalho
O pacote de austeridade exigido pelo FMI no acordo do governo para resolver a crise do balanço de pagamentos de 1969-1970 deveria ser implementado durante o segundo mandato de Marcos, mas a mudança da histórica política das Filipinas de industrialização por substituição de importações para uma industrialização orientada para a exportação começou a ser implementado seriamente nos meses imediatamente anteriores e posteriores à lei marcial.
Os primeiros sinais de uma grande mudança apareceram com a criação das zonas de processamento de exportação em Mariveles e, posteriormente, das zonas semelhantes em Mactán, Baguio e Cavite. Marcos reprimiu os protestos trabalhistas por meio da implementação de uma política de "sem sindicato, sem greve".

### Crise do petróleo de 1973
A economia filipina sofreu um duro golpe durante a crise do petróleo de 1973, mas o boom das commodities manteve a economia em pé.

### Corrupção e recessão (1977-1981)
No final dos anos 70, no entanto, a alta de preços do açúcar e coco começou a desacelerar, e as fraquezas da economia filipina, que estavam sob a lei marcial, começaram a ser expostas. Nesse período também ocorreu o fim da inundação de petrodólares que instigavam as baixas taxas de juros, e as instituições financeiras internacionais começaram a diminuir a disponibilidade de crédito, obrigando o governo a recorrer a empréstimos de curto prazo, com taxas de juros mais altas, apenas para pagar suas dívidas e importar mercadorias.
A dívida das Filipinas subiu para mais de 200% das exportações no período de 1978 a 1991. Dessa forma, mais da metade do valor das exportações do país foi para o pagamento da dívida, em vez das importações. Por outro lado, a Tailândia e a Coreia, que não tomaram empréstimos pesados apesar das baixas taxas de juros do início dos anos 1970, se saíram melhor no longo prazo.

### Capitalismo de compadres, corrupção e fuga de capitais
Muitos dos projetos empreendidos pelos compadres não produziram retornos econômicos, em parte por causa da corrupção e em parte porque os compadres foram selecionados principalmente por sua lealdade a Marcos, e não por qualquer tipo de visão empresarial comprovada. Além disso, alguns desses projetos simplesmente ainda não eram necessários na época, enquanto alguns eram projetos de demonstração que não abordavam a necessidade mais urgente de serviços primários básicos.
Marcos usou instituições financeiras de propriedade do governo, como o Banco Nacional das Filipinas, para resgatar muitas das empresas dos compadres, agravando as dificuldades econômicas do país.
O final da década de 1970 também viu o aumento da fuga de capitais ligada à corrupção, à medida que os fundos canalizados de projetos governamentais eram escondidos em contas bancárias no exterior na Suíça, nos EUA e nas Antilhas Holandesas, entre outros. A família próxima de Marcos – particularmente Imelda, Imee e Bongbong – mais tarde seria acusada de participar da pilhagem da economia filipina, com algumas estimativas avaliando sua “riqueza inexplicável” em US$ 10 bilhões.

### Crise do petróleo de 1979
As Filipinas foram duramente afetadas pela segunda crise global do petróleo da década, em 1979. O país havia resistido à primeira crise global do petróleo, em 1973, mas em 1979 a alta de preço das commodities, que havia sustentado sua economia no início dos anos 1970, havia diminuído, deixando as Filipinas muito mais vulneráveis - tanto que no terceiro trimestre de 1981, a economia filipina seguiu o caminho da economia dos EUA quando entrou em recessão.

## Queda econômica e expulsão de Marcos (1981-1986)
A queda econômica filipina de 1983 tem suas raízes no crescimento impulsionado pela dívida, principalmente durante o segundo mandato de Marcos e durante os primeiros anos da lei marcial. Em 1982, a dívida das Filipinas era de US$ 24,4 bilhões, mas não havia visto muito em termos de retorno por causa da corrupção e da má gestão dos compadres nos setores monopolizados da economia.
No terceiro trimestre de 1981, o desastre chegou nas Filipinas quando a economia dos EUA entrou em recessão, forçando o governo Reagan a aumentar as taxas de juros. Países do "terceiro mundo", como as Filipinas e muitas nações da América Latina, eram altamente dependentes da dívida externa, e seu tamanho tornava o serviço da dívida muito difícil.
As exportações das Filipinas não conseguiram acompanhar a dívida do país, e a economia entrou em declínio em 1981. Esse declínio econômico e uma crise de sucessão provocada pela saúde debilitada de Marcos convenceram seu inimigo político, Benigno Aquino Jr., a tentar voltar do exílio para tentar argumentar com Marcos para mudar suas políticas. Mas Aquino foi morto a tiros no aeroporto antes mesmo de tocar o solo filipino. A economia filipina, já em declínio, sofreu ainda mais quando os investidores foram para a Indonésia, Malásia e Tailândia ao invés das Filipinas.
Nos anos de 1984 e 1985, ocorreu a pior recessão da história do país, com a economia contraindo 7,3% por dois anos sucessivos. Dados da Autoridade Filipina das Estatísticas para o ano de 1985 mostraram que a incidência da pobreza nas famílias era de 44,2% – 4,3 pontos percentuais maior do que em 1991 durante a presidência de Corazón Aquino.
Com a saúde de Marcos em declínio constante, aos poucos ele perdeu o apoio de seu gabinete, dos militares e de alguns de seus aliados mais próximos. Ele foi finalmente derrubado pela Revolução do Poder Popular, que culminou de 22 a 25 de fevereiro de 1986.